# Vexiloide

O lábaro de Constantino I, um vexilo romano, pode ser considerado um vexiloide.

Vexiloide é um termo usado sem muito critério para descrever objetos vexilares (semelhantes a bandeiras) usados por países, organizações ou indivíduos como forma de representação outra que não bandeiras. Cunhado por Whitney Smith em 1958, ele definiu um vexiloide como:
| “ | Um objeto com função de bandeira, mas que se difere desta em algum aspecto, normalmente aparência. Vexiloides são característicos de sociedades tradicionais e às vezes consistem de um mastro com um emblema, como animais esculpidos, no topo. | ” |

A definição mais estrita especificada na última frase descreve um vexilo (ou vexillum). Num sentido mais amplo (isto é, levando-se apenas a primeira sentença de Smith em consideração), “vexiloide” pode ser usado para descrever qualquer estandarte (objeto vexilar) que não é uma bandeira. Isto inclui vexilos, bandeirolas, galhardetes, flâmulas, bandeiras heráldicas e gonfalones.
O mais primitivo proto-vexiloide  em tempos pré-históricos, e o precursor de topos os vexiloides e, depois disso, bandeiras pode ter sido um simples pedaço de tecido mergulhado em sangue de um inimigo morto.
O uso de bandeiras substituiu o de vexiloides para usos gerais durante a Idade Média, por volta dos anos 1100 a 1400. No entanto, vexiloides ainda sobrevivem em algumas utilizações específicas, tais como representar unidades militares ou simbolizar várias organizações, tais como repúblicas de estudantes em paradas de rua.

## Vexiloides de impérios antigos
- O Império Aquemênida utiliza um falcão estilizado em seu vexiloide.
- O vexiloide do Império Macedônico de Alexandre o Grande ostentava o Sol de Vergina.
- O símbolo do Império Máuria era o Ashoka Chakra.
- O vexiloide de Cartago muito provavelmente consistia-se de uma lança com um disco solar (representando o deus Baal) e um crescente virado para cima (representando a deusa Tanit).[3]
- O vexilo do Império Romano exibia o slogan  S·P·Q·R (senātus populusque Rōmānus, “senado e povo de Roma”) em dourado em um campo carmesim.
- O Império Sassânida utilizava um símbolo parecido com uma cruz solar  no seu vexiloide, que era conhecido como Derafsh Kaviani.[4]
- O Império Bizantino começou a utilizar uma águia bicéfala como seu símbolo após o ano de 1057.

Ciro, o Grande, do Império Aquemênida
Alexandre o Grande, do Império Macedônico
Império Máuria
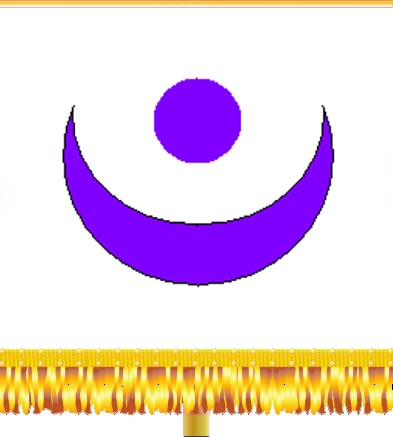
Cartago (interpretação clássica)
Cartago (reinterpretração feita por historiadores)
Império Romano
Império Sassânida
Império Bizantino (Dinastia paleóloga)

## Vexiloides modernos
- Na Alemanha Nazi, também referida como Terceiro Reich, a SS utilizava vexiloides com os quais marchava em paradas de rua durante as reuniões de Nuremberg. Esses vexiloides eram encimados por uma águia e uma suástica, e o nome da localidade específica do contingente da SS carregando os vexiloides. Inscrito neles havia o slogan “Deutschland Erwache”, que significava “Alemanha Acordada”.[5][6]